# Gare de Trecate
La gare de Trecate (en italien, Stazione di Trecate) est une gare ferroviaire italienne de la ligne de Turin à Milan, située sur le territoire de la ville de Trecate, dans la province de Novare en région du Piémont.

## Situation ferroviaire
Établie à environ 134 mètres d'altitude, la gare de Trecate est située au point kilométrique (PK) 108,464 de la ligne de Turin à Milan entre les gares de Novare et de Magenta.

## Service des voyageurs

### Accueil
Gare voyageurs RFI, classée argent, elle dispose d'un bâtiment voyageurs avec une salle d'attente et un bureau et un automate pour l'achat de titres de transports régionaux. Elle est équipée de deux quais latéraux.
La traversée des voies et l'accès aux quais s'effectuent par un passage souterrain.

### Desserte
Trecate est desservie par des trains régionaux rapides (RV) Trenitalia de la relation Turin-Lingotto - Milan-Porta Garibaldi et par les nombreux trains de la ligne S6 du Service ferroviaire suburbain de Milan.

### Intermodalité
Le stationnement des véhicules est possible à proximité.